# Michael Baur
Michael Baur (Innsbruck, 16 aprile 1969) è un allenatore di calcio austriaco.

## Palmarès

### Club

#### Competizioni nazionali
- Campionato austriaco: 4

Swarovski Tirol: 1989-1990
Tirol Innsbruck: 1999-2000, 2000-2001, 2001-2002
- Coppa d'Austria: 1

Wacker Innsbruck: 1992-1993